# Subfischeria flavogrisea
Subfischeria flavogrisea là một loài ruồi trong họ Tachinidae.